# آقا نجفی قوچانی
سید محمدحسن حسینی قوچانی معروف به آقا نجفی قوچانی فقیه و عالِم دینی در قرن چهاردهم هجری قمری و نویسنده دو کتاب مشهور سیاحت غرب و سیاحت شرق بوده است. وی از شاگردان آخوند خراسانی و جهانگیرخان قشقایی بود که در سن ۳۰ سالگی به درجه اجتهاد رسید.

## تولد و نسب
سید محمدحسن حسینی قوچانی معروف به آقا نجفی قوچانی در ۱۲۹۵ قمری مصادف با ۱۲۵۶ شمسی در روستای خسرویه از توابع قوچان متولد شد. پدرش سید محمد مردی کشاورز بود که تحصیلات مقدماتی داشت. سید محمد، پدر آقا نجفی قوچانی فارس زبان و مادرش زُلال زنی کُرد بود. نام پدربزرگ آقا نجفی قوچانی هم سید جواد بود.

## تحصیلات
آقا نجفی قوچانی تحصیلات مقدماتی خود را در فاروج، قوچان و مشهد طی نموده و سپس از راه یزد عازم اصفهان شد و در آنجا نزد اساتیدی همچون ملا محمد کاشی و جهانگیر خان قشقایی، سید محمدباقر درچه‌ای، علی بابا فیروزکوهی و برخی دیگر از بزرگان به تحصیل فقه، اصول و کلام و فلسفه پرداخت. سپس به شوق درک حوزه درسی آخوند خراسانی عازم نجف شد و در آنجا به درس اشخاصی چون آخوند خراسانی، ملا محمدباقر اصطهباناتی و سید محمدکاظم یزدی حاضر گشت و به درجه اجتهاد رسید.
پدر آقا نجفی قوچانی علاقه زیادی به تحصیل فرزندان خود داشت. او آقا نجفی قوچانی را در سنین پایین برای درس خواندن به مکتب روستای خسرویه فرستاد، به همین خاطر آقا نجفی قوچانی قبل از هفت سالگی کل قرآن را یکبار ختم کرده بود. وی در مدت کوتاهی دروس معمول فارسی و عربی و مقدمات آن زمان را در مکتبخانه روستا به پایان رساند. او همچنین درسهایی مانند ادبیات، هندسه و حساب را در آنجا فرا گرفت. تا اینکه در ۱۳ سالگی، پدرش او را برای تحصیلات بیشتر به قوچان فرستاد.
پس از سه سال تحصیل در قوچان، به مشهد رفت و در آنجا ادبیات و علوم اسلامی را در حوزه علمیه فرا گرفت. در سال ۱۲۷۴ در ۱۹ سالگی به اصفهان رفت و در آنجا فلسفه را نزد آخوند ملا محمد کاشانی و فقه اسلامی را نزد شیخ عبدالکریم گزی و حکمت را زیر نظر میرزا جهانگیرخان قشقایی فرا گرفت.
در سال ۱۲۷۹، در سن ۲۳ سالگی، به نجف رفت و در آنجا تحصیل در سطوح تخصصی علوم حوزوی اسلامی را ابتدا زیر نظر محمد کاظم خراسانی آغاز کرد. فتح‌الله غروی اصفهانی و محمدباقر اصطهباناتی نیز از جمله استادان وی بودند. سرانجام سطوح تخصصی علوم حوزوی اسلامی را به پایان رساند و در سن ۳۰ سالگی به درجه اجتهاد (توانایی استنباط قوانین در فقه اسلامی) رسید.

## تالیفات
آقا نجفی قوچانی دارای تألیفاتی در زمینه فقه و اصول و عرفان و اخلاق و سفرنامه‌نویسی است. مشهورترین آثار وی کتابهای سیاحت غرب و سیاحت شرق هستند. وی آثار دیگری در زمینه فقه، اصول فقه، عرفان اسلامی، علم اخلاق، خاطره‌نویسی و سفرنامه‌نویسی نیز به جا گذاشته است. از آثار او می‌توان به موارد زیر اشاره کرد:
- شرح دعای صباح: آقا نجفی در این اثر دعای صباح[۱۹] منسوب به علی بن ابی‌طالب را از عربی به فارسی ترجمه کرده و شرحی بر آن نوشته است. نسخه خطی، ۱۲۸۸.[۲۰]
- عذر بدتر از گناه: درباره جنبش مشروطه ایران، انشای این اثر آمیزه‌ای از نثر عربی و فارسی است. ۱۲۸۹.
- سیاحت شرق: این اثر یکی از مهمترین نوشته‌های آقا نجفی قوچانی است و درباره وقایع زندگی وی از ابتدا، گزارش تحصیلات وی در شهرهای قوچان، مشهد و اصفهان و نحوه ورود وی به نجف و تحصیلات نهایی تا رسیدن به درجه اجتهاد است. در این کتاب، آقا نجفی قوچانی ضمن بیان داستان زندگی و سختی‌های تحصیل، مسائل و معارف اسلامی را با قلم ساده و بر اساس آیات قرآن و روایات شرح داده است. در این کتاب خواننده با نکات و رویدادهای علمی آن زمان آشنا می‌شود. چون آقا نجفی قوچانی خود در آغاز انقلاب مشروطه ایران در نجف بود، وقایع تاریخی و واکنش‌ها به جنبش مشروطه در عراق، به ویژه در نجف را به تفصیل در این کتاب شرح داده است. در مورد مسائل تربیتی و تزکیه نفس نیز در این کتاب بحث شده است. ۱۳۰۷.[۲۱][۲۲]
- سیاحت غرب: در بیان کیفیت و چگونگی عالم برزخ و سفر ارواح پس از مرگ از دیدگاه اسلام. نسخه خطی، ۱۳۱۲.[۲۳][۲۴][۲۵]
- شرح و ترجمه رسالة تُفّاحیّه: آقا نجفی قوچانی در این اثر بر رساله تفاحیه ارسطو ترجمه فارسی افضل‌الدین کاشانی شرحی نوشته است. نسخه خطی، ۱۳۱۴.
- اثبات رجعت: عربی و فارسی، نسخه خطی، ۱۳۲۱.
- سفری کوتاه به آبادی‌های قوچان: سفرنامه‌ای در مورد قوچان، آقا نجفی قوچانی در این اثر به وضعیت اجتماعی و مذهبی روستاییان نیز پرداخته است.
- حیات الاسلام فی احوال آیه الملک العلام: در مورد احوال آخوند خراسانی و زندگینامه وی به همراه متن تلگرافهایی که ایشان به ایران و دیگر کشورها فرستاده است.[۲۶]
- حاشیه بر کفایه الاصول‎: شرحی که آقا نجفی قوچانی بر کتاب کفایه الاصول اثر آخوند خراسانی نوشته‌ است.
- سفرهای سه گانه از اسفار اربعه: شرح سه سفر مهم در زندگی آقا نجفی قوچانی که از نسخه‌های خطی احیا شده است.[۲۷]
- سفر چهارم از اسفار اربعه: شرح آخرین دوره مهم زندگی آقا نجفی قوچانی که از نسخ خطی استخراج شده است.[۲۸]
- معاد خودمانی: در مورد مرگ و زندگی پس از آن، تلفیق دو کتاب منازل الآخره نوشته شیخ عباس قمی و سیاحت غرب نوشته آقا نجفی قوچانی.[۲۹]
- سیاحت شرق و غرب: مجموعه شرح سفرها و زندگی آقا نجفی قوچانی و مکاشفات معنوی وی.[۳۰]
- سرگذشت ارواح در عالم برزخ، متن ساده شده سیاحت غرب: بازنویسی و ساده‌سازی شده کتاب سیاحت غرب.
- سیری در زمان و مکان برزخی منتهی به ظهور مهدی (ع)‎: توضیحاتی بر کتاب سیاحت غرب با معنی کلمات و جملات سخت عربی به فارسی.

## نظر دیگران
برخی از برجستگان جهان اسلام مانند مرتضی مطهری (فیلسوف ایرانی) و سید علی خامنه‌ای (رهبر فعلی ایران) از آثار آقا نجفی قوچانی (به ویژه کتابهای سیاحت غرب و سیاحت شرق) تعریف و تمجید نموده و دیگران را به خواندن آنها تشویق کرده‌اند.

## خانواده و فرزندان
همان طور که گفته شد پدر آقا نجفی سیدمحمد نجفی حسینی بود که در خسرویه به کشاورزی اشتغال داشت. آقا نجفی از مادرش دارای برادری به نام سید حسین جوادی مقدم بوده که مقیم روستای خروه بوده و شغل کشاورزی داشته‌است و چهار خواهر به نام‌های نسا بیگم، صغری بیگم، راضیه بیگم و مریم بیگم که همه مرده‌اند و از آن‌ها فرزندان و فرزندزادگان زیادی به جا مانده‌ است. او از نامادری خود نیز چهار برادر به نام‌های غلامرضا جوادی مقدم، سید هادی جوادی، سید اسماعیل جوادی مقدم و سید ابراهیم جوادی داشته که سید غلامرضا در سال ۱۳۵۶ شمسی و سید ابراهیم در جوانی فوت کرده‌اند. حاج سید اسماعیل در سال ۱۳۷۳ شمسی در مشهد مرحوم شد و سید هادی، در تاریخ ۲۴ شهریور ۱۳۸۸ در مشهد چشم از جهان فروبست.
آقا نجفی قوچانی دوبار ازدواج کرد. او اولین بار در ۳۰ مهر ۱۲۸۶ با دختری از خانواده‌ای ایرانی ساکن کربلا به نام سکینه بیگم ازدواج کرد و از او چهار دختر و یک پسر در عراق داشت. دو دختر و تک پسر آقا نجفی قوچانی در عراق درگذشتند و در قبرستان وادی‌السلام به خاک سپرده شدند و دو دختر دوقلوی دیگر را با خود به ایران آورد. در سال ۱۳۱۸، دو سال پس از مرگ همسر اولش، آقا نجفی قوچانی ازدواج مجدد کرد و از همسر دوم خود، فاطمه بیگم، صاحب دو پسر به نامهای علی و مهدی شد.
آقا نجفی از همسر اول خود چهار دختر (غیر از دو دختر و پسری که در نجف فوت شده‌اند) به نام‌های حمیده، خدیجه، معصومه و بی‌بی شریعه داشته‌اند که همه به رحمت خدا پیوسته‌اند. حمیده و خدیجه یکی پس از دیگری همسر حاج شیخ غلامرضا غروی بوده‌اند، که دومی بعد از فوت اولی، همسر ایشان شد. معصومه بیگم همسر حاج سید محمود بزرگ‌نیا و بی‌بی شریعه همسر سید مهدی صابری قوچانی بود.
همچنین فرزندان آقا نجفی قوچانی از همسر دومش، دو پسرش که به نام‌های علی و مهدی بودند: علی نجفی در قید حیات و ساکن مشهد و دبیر آموزش و پرورش است. پسر دیگرش مهدی نجفی نیز مرحوم شده است.

## بازگشت به ایران
در سال ۱۲۹۸، پس از ۲۰ سال، آقا نجفی قوچانی به دلیل مرگ پدرش از نجف به ایران بازگشت. وی ابتدا برای زیارت حرم امام رضا (ع) به مشهد رفت. پس از توقف کوتاهی در مشهد، بنا به درخواست مردم قوچان وارد شهر قوچان شد و تا پایان عمر در آنجا ماند. وی بیش از ۲۵ سال از عمر خود را به عنوان فقیه و راهنمای دینی در قوچان گذراند و به عنوان مدیر و معلم نیز در حوزه علمیه قوچان مشغول بود.
آقانجفی در ماه‌های رمضان به قم می‌رفت و گاه در حجره پدر مرتضی مطهری می‌ماند.

## دوستان وی
- شیخ غلامرضا فقیه خراسانی

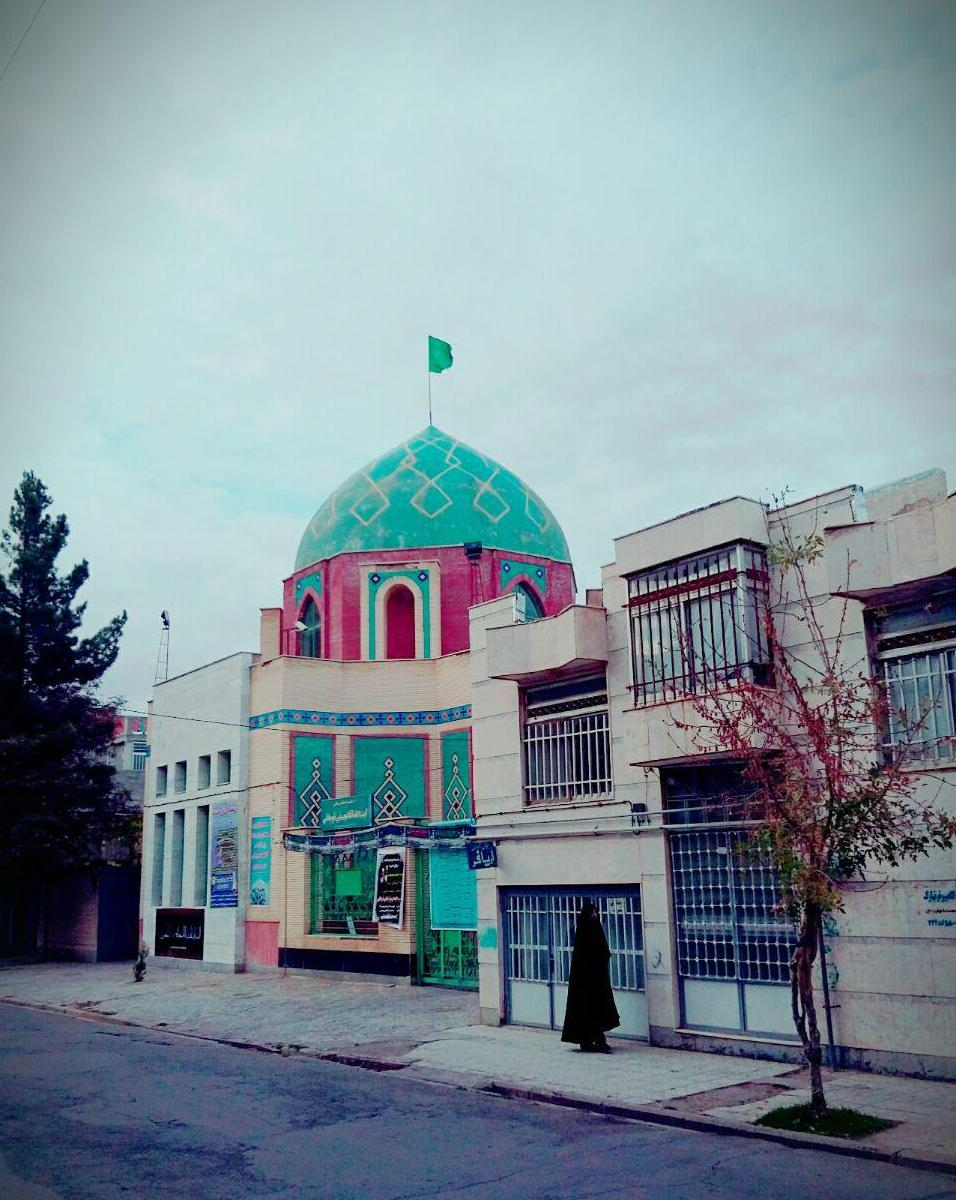
آرامگاه آیت الله نجفی قوچانی در شهرستان قوچان

- سید جواد خامنه‌ای؛ پدر سید علی خامنه‌ای
- محمدحسین مطهری؛ پدر مرتضی مطهری

## درگذشت
آقا نجفی قوچانی در سال ۱۳۲۳ هجری خورشیدی در سن ۶۸ سالگی در قوچان درگذشت و در منزلی که تحصیل می‌کرد مدفون گردید. سال‌ها بعد به همت مردم و مسؤولان شهر بر مزار وی مقبره‌ای بنا شد. این مقبره هم‌اکنون در خیابان مولوی (چهار راه سوم) واقع شده و یکی از مراکز مذهبی شهر برای اجرای مراسم دینی و قرآنی است.
سید علی نجفی فرزند آقا نجفی قوچانی بیان داشت: پدرم آن چنان مردی بود که پس از وفاتش، مردم اجازه ندادند پیکرش را از قوچان بیرون ببرند.